# 短嘴圆尾鹱
短嘴圆尾鹱（学名：Aphrodroma brevirostris），是鹱形目鹱科的一种鸟类。

## 特征
短嘴圆尾鹱体重约357克，翼长约24.02厘米，喙宽度约6.1毫米，喙厚度约9.6毫米，嘴峰长约28.4毫米，跗蹠长约36.5毫米，尾长约98毫米。
短嘴圆尾鹱具有部分的迁徙性，栖息在海洋，是食肉动物，主要以鱼类、甲壳动物、软体动物等水生动物为食。它们分布在特里斯坦-达库尼亚、戈夫岛、爱德华王子岛、克罗泽群岛和凯尔盖朗群岛。